# 로버트 허튼

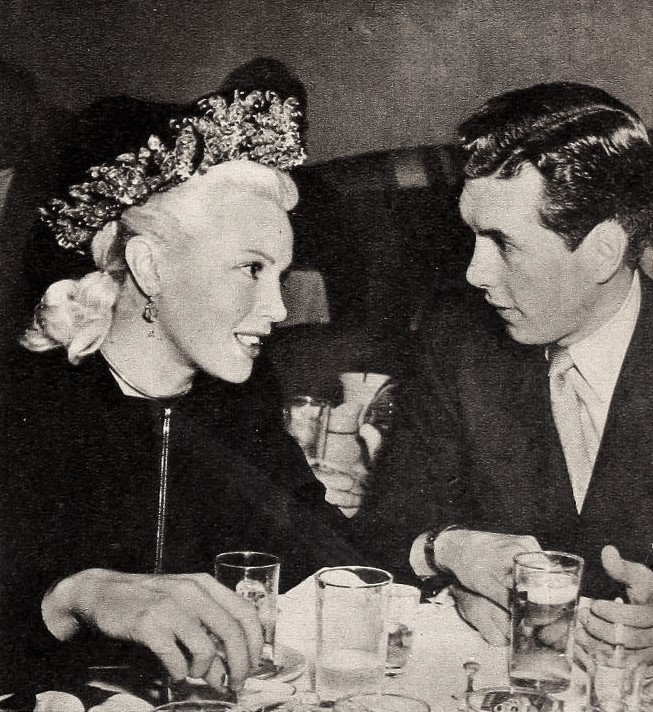

로버트 허튼(Robert Hutton, 1920년 6월 11일 ~ 1994년 8월 7일)은 미국의 배우, 영화배우이다.
킹스턴에서 태어났으며 킹스턴에서 사망하였다. 사인은 폐렴이다.

## 영화
- 크리프트 스토리 (1972년)
- 트로그 (1970년)
- 토처 가든 (1967년)
- 007 두번 산다 (1967년)
- 파인더스 키퍼스 (1966년)
- 슬라임 피플 (1963년)
- 세인트(영어판) (1962년)
- 신더펠라 (1960년)
- 카사노바의 빅 나이트 (1954년)
- 철모 (1951년)
- 헐리우드 캔틴 (1944년)
- 데스티네이션 도쿄 (1943년)